# 현대 마이티
현대 마이티(Hyundai Mighty)는 1986년부터 현대자동차가 생산하고 있는 준중형 트럭이다. 1991년 12월에 대우 엘프가 단산된 것을 시작으로 2004년에는 기아 파맥스와 프런티어 2.5톤까지 단종되어 2020년 10월에 타타대우 더 쎈이 등장하기 전까지 약 16년동안에는 대한민국 유일의 준중형 트럭이었다.

## 1세대(FE4)

### 마이티(1986년12월~1998년10월)

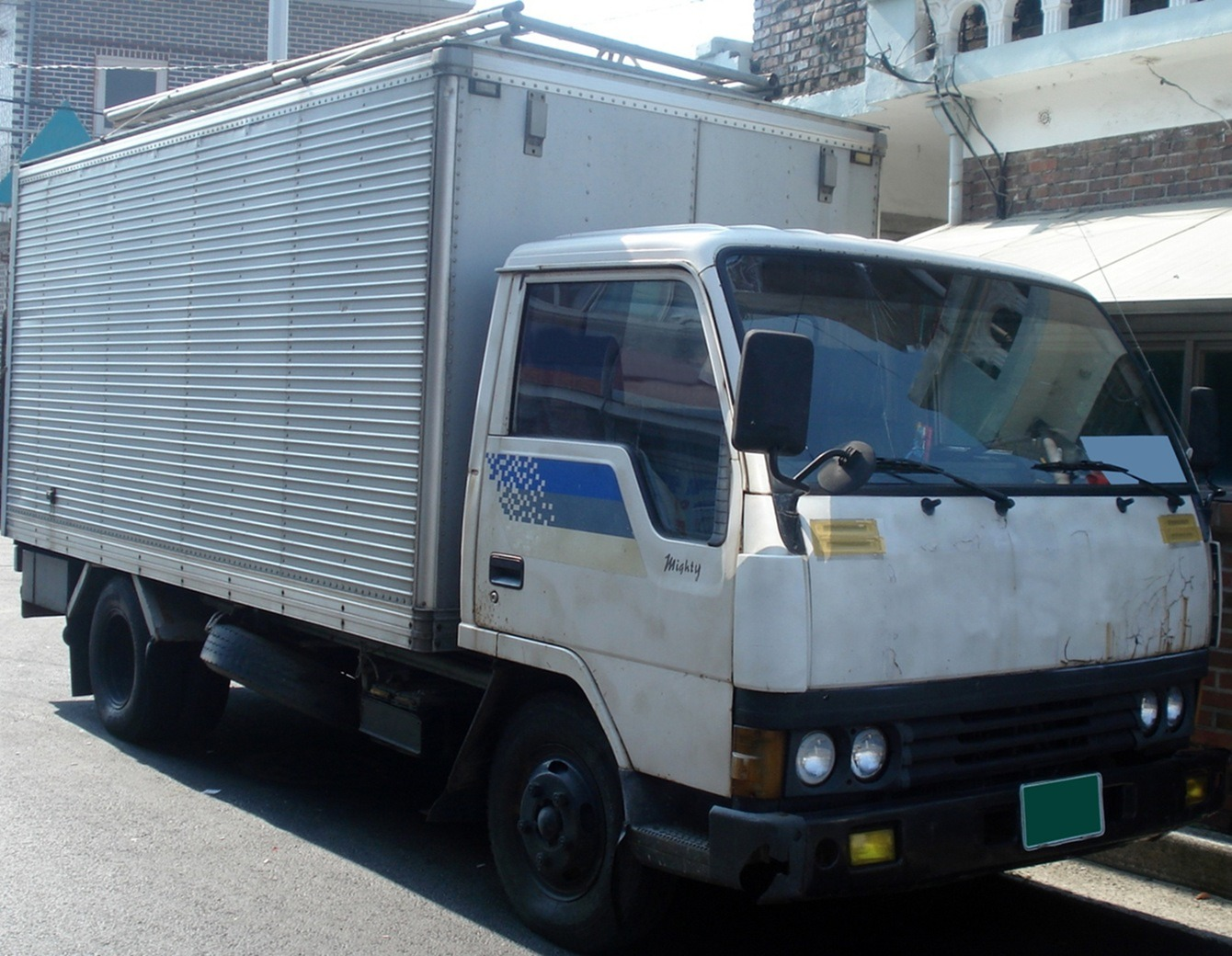
현대 마이티(전기형) 정측면

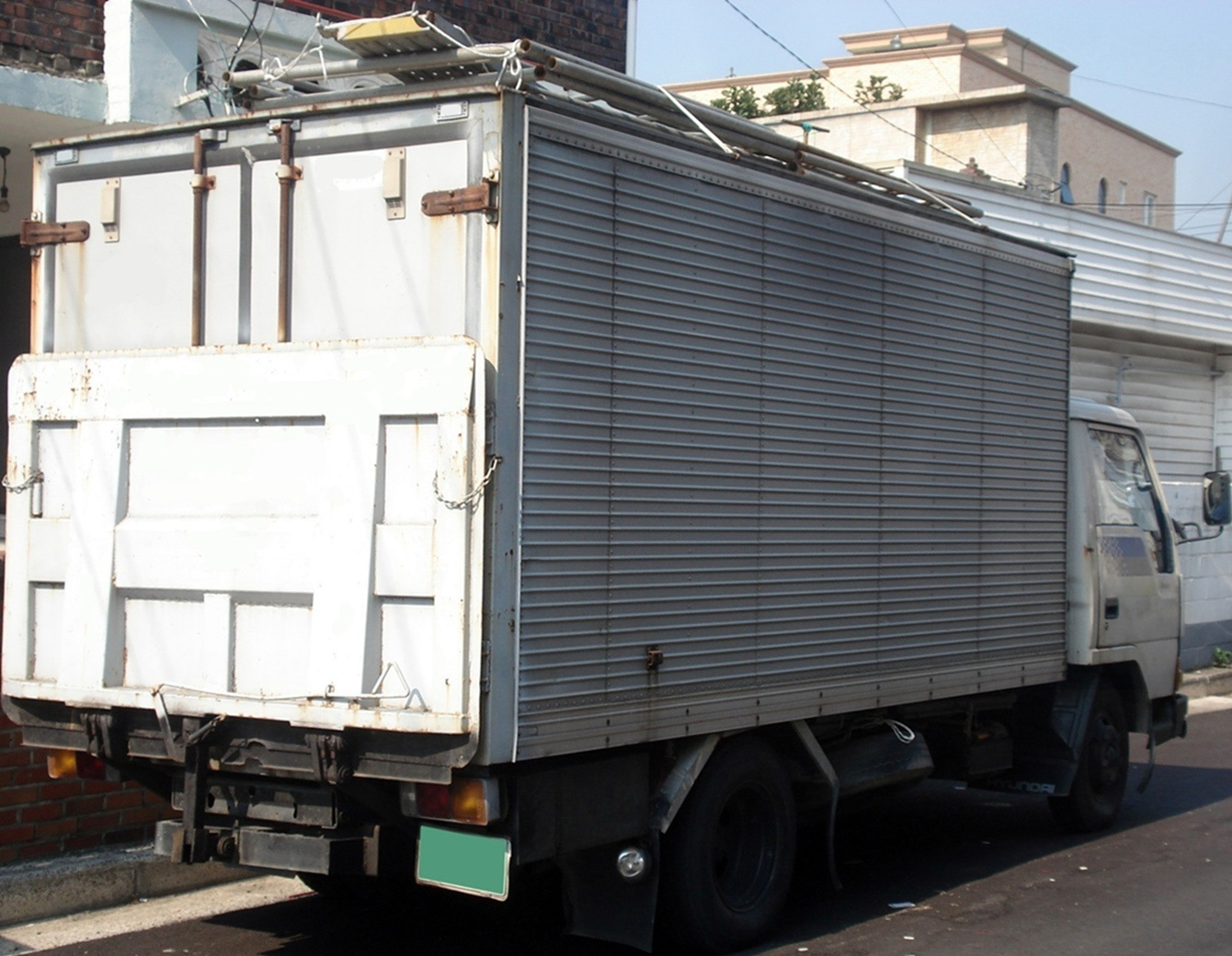
현대 마이티(전기형) 후측면

미쓰비시후소 캔터를 베이스로 만들었다. 1986년 12월 5일에 자동차 산업 합리화 조치가 풀려 현대자동차에서 최초로 내놓은 2.5톤 트럭으로, 당시 기아 타이탄이 경쟁 차종이었다. 마이티는 타이탄보다 폭이 넓어 시야와 실내 공간이 넓었다. 캡이 앞으로 젖혀지는 틸팅 캡과 플로어 시프트 타입의 수동변속기가 적용되었다. 짐받이가 넓고, 지상고가 높은 3.5톤도 있었다. 1994년 11월에 헤드 램프가 사각형으로 바뀌는 등 디자인이 일부 변경되었다. 1998년 10월 20일에 풀 모델 체인지 차종인 마이티 Ⅱ가 시판되어 단종되었다.

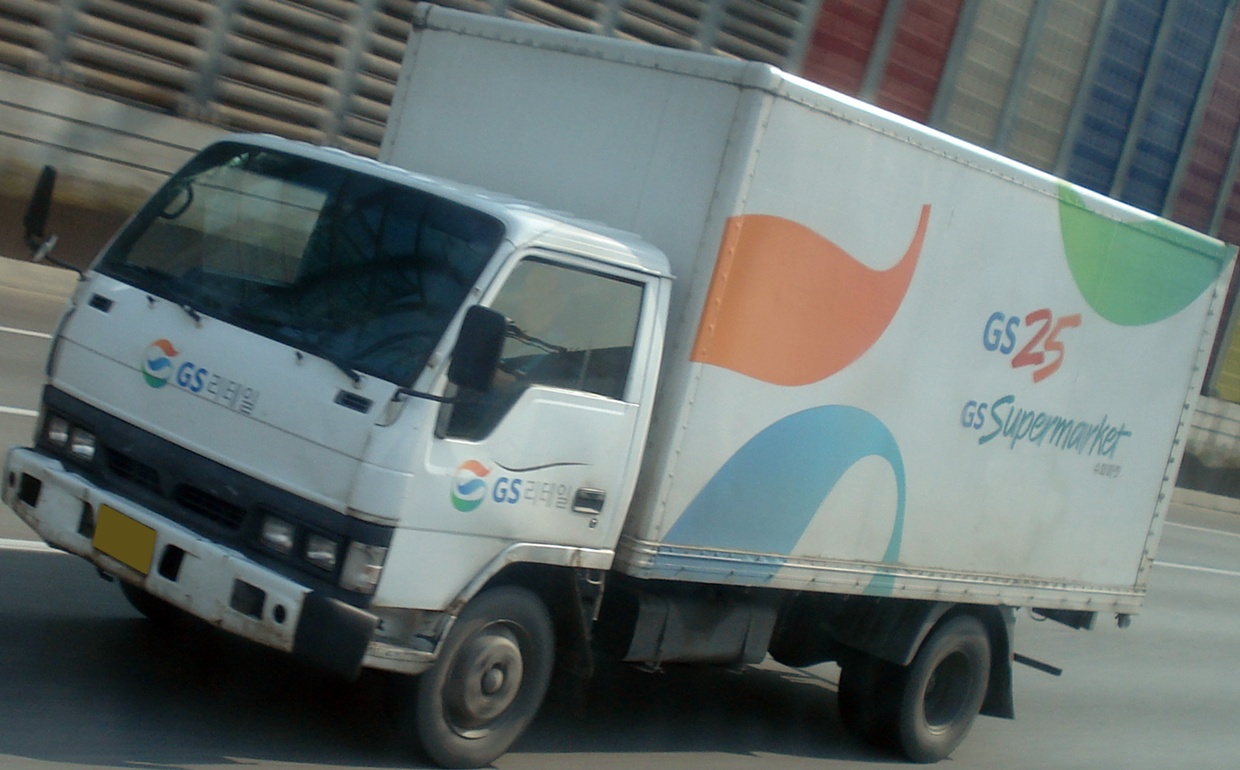
현대 마이티(후기형) 정측면
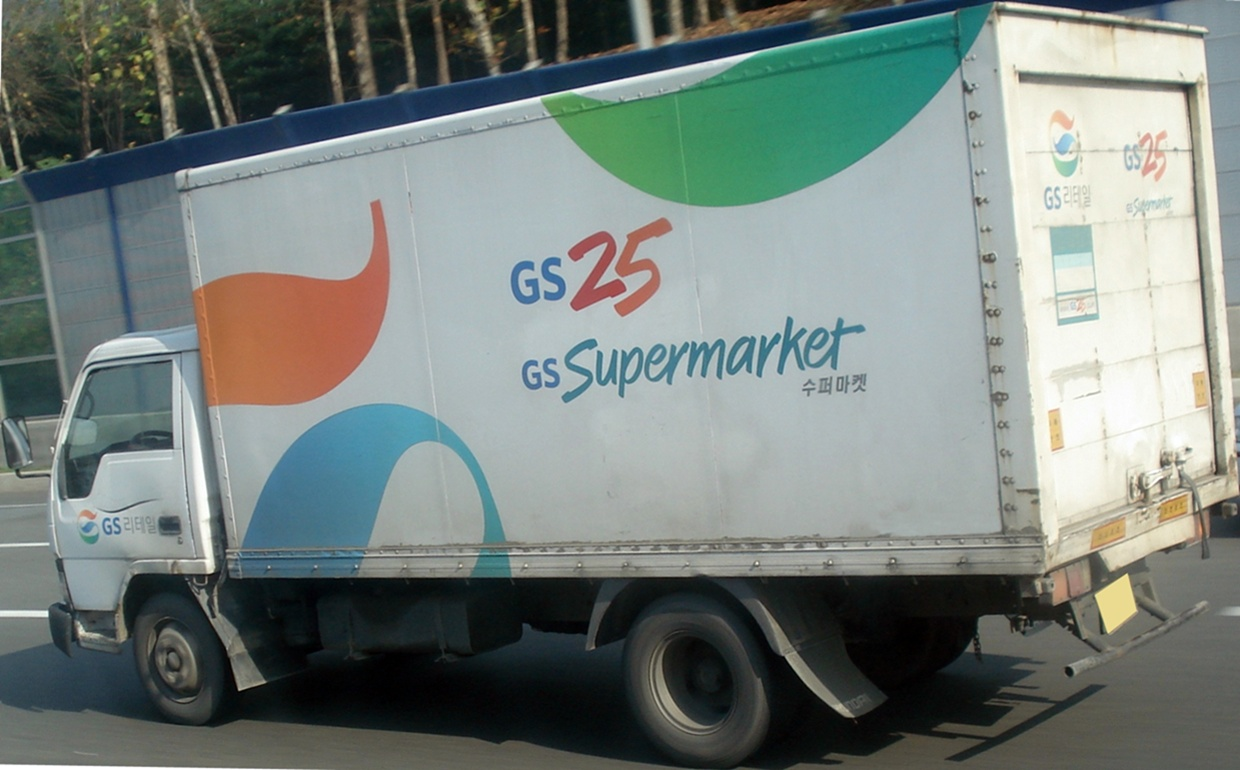
현대 마이티(후기형) 후측면

## 2세대(WT1)

### 마이티 Ⅱ(1998년10월~2004년9월)

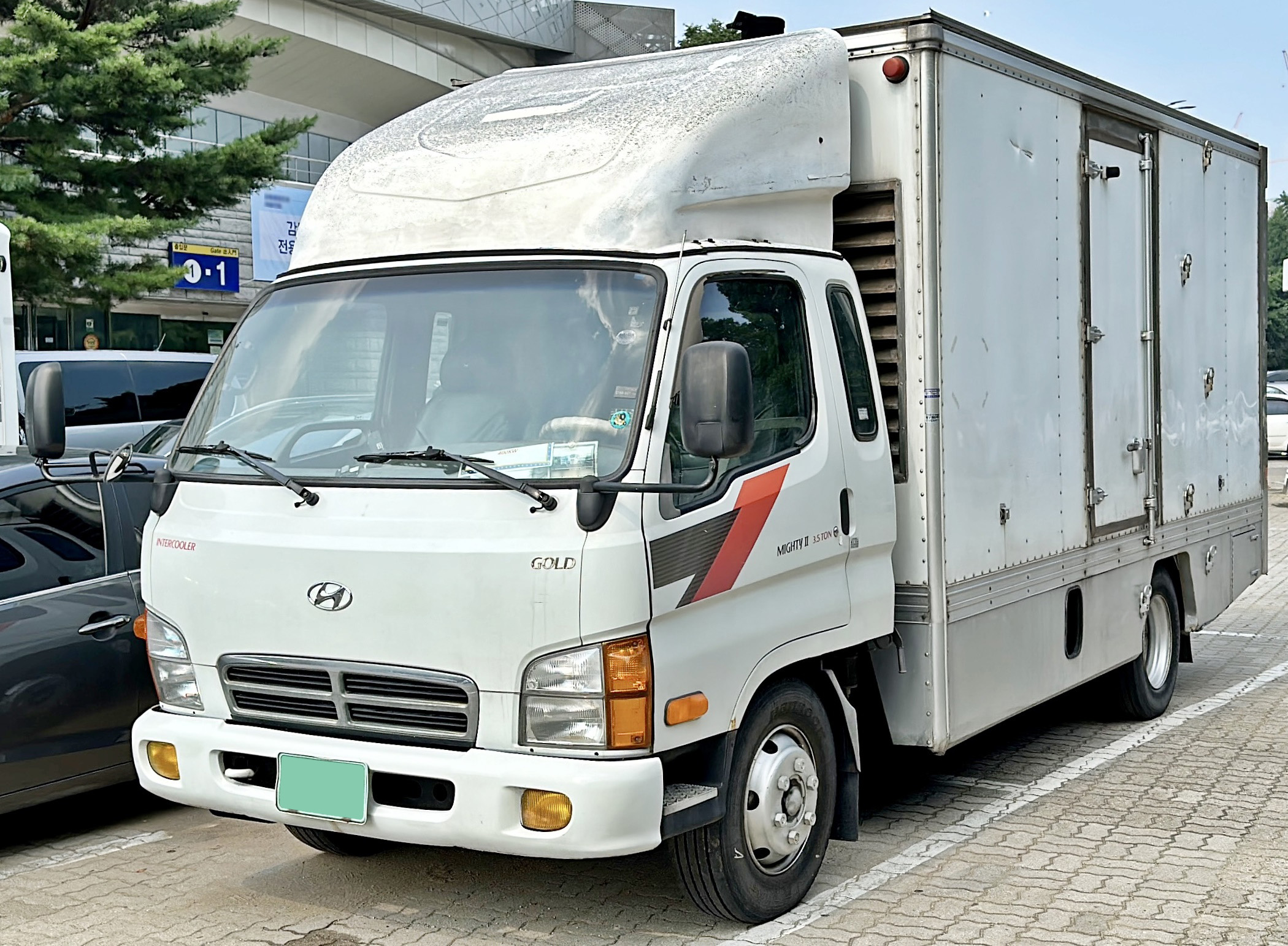
마이티 Ⅱ 정측면

1998년 10월 20일에 출시한 마이티 Ⅱ는 현대자동차가 독자 개발했다는 점이 기존의 마이티와는 다른 점으로, 승용차 수준의 거주성과 승차감을 추구했다. 1999년부터 2000년대 초반까지 미국에서도 베링트럭을 통해 OEM 공급 방식으로 생산, 판매된 바 있다. 2000년 10월에 출시된 기아 파맥스의 베이스 차종이다. 그리고 이때 부터 전주공장에서 생산한다.
마이티Ⅱ 2.5톤 휠캡은 5홀 5핀이며, 3.5톤 휠캡은 6홀 6핀이다.

### 마이티 QT(2004년9월~2023년11월)
2004년 9월 13일에 와이드 캡은 e-마이티로 페이스 리프트를 거쳤고, 내로우 캡은 마이티 Qt로 개명해 판매되었다. 2008년에 엔진과 계기판이 변경되었다. 2015년 상반기에 유로 6 시행됨과 동시에 내로우 캡은 다시 개명 함에 따라 A2 150 엔진과, 우레아 탱크가 장착되었다. 마이티2와 외형이 같지만 크기는 작은 2톤급 차량이며, 와이드캡은 단종된 뒤에도 2023년까지 생산되었다.

### e-마이티(2004년9월~2012년7월)

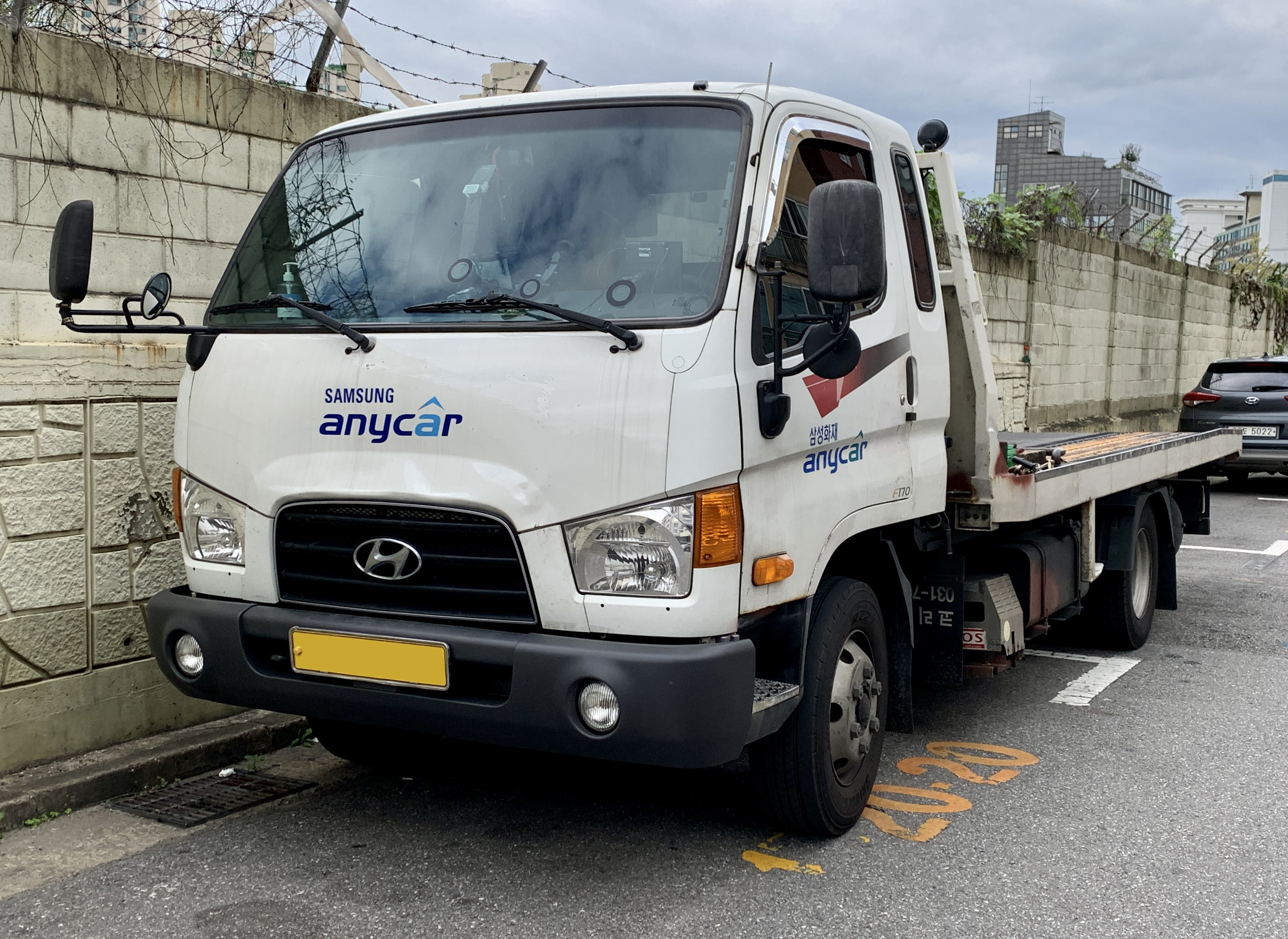
현대 e-마이티 정측면

2004년 9월 13일에 마이티 Ⅱ 와이드 캡의 페이스 리프트 차종으로 출시된 e-마이티는 새로운 환경 규제와 유럽 안전 법규를 만족시켰다. 파생 차종인 기아 파맥스를 기반으로 했다. 2008년에는 F150 엔진을 탑재했고, 데칼이 변경되었고, 2011년에는 F160 엔진으로 변경되었고, 데칼이 다시 변경되었다.

### 뉴 마이티(2012년7월~2015년4월)
2012년 7월 1일에 뉴 마이티로 개명되었고, 2014년부터는 백미러가 수출형 마이티와 동일한 제품으로 변경되었다.

## 3세대(WQ)

### 올 뉴 마이티(2015년4월~2025년2월)

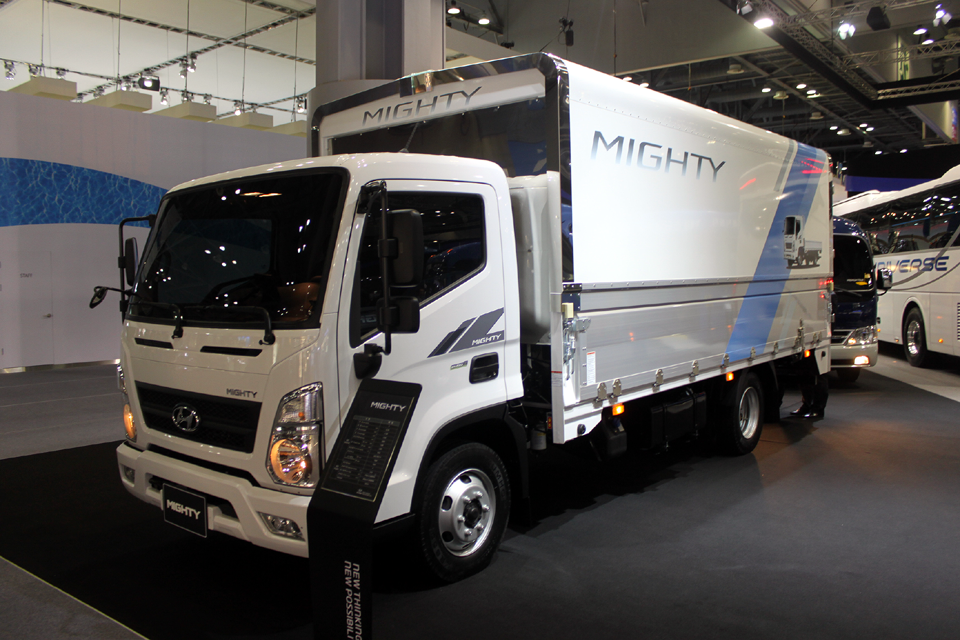
현대 올 뉴 마이티 정측면

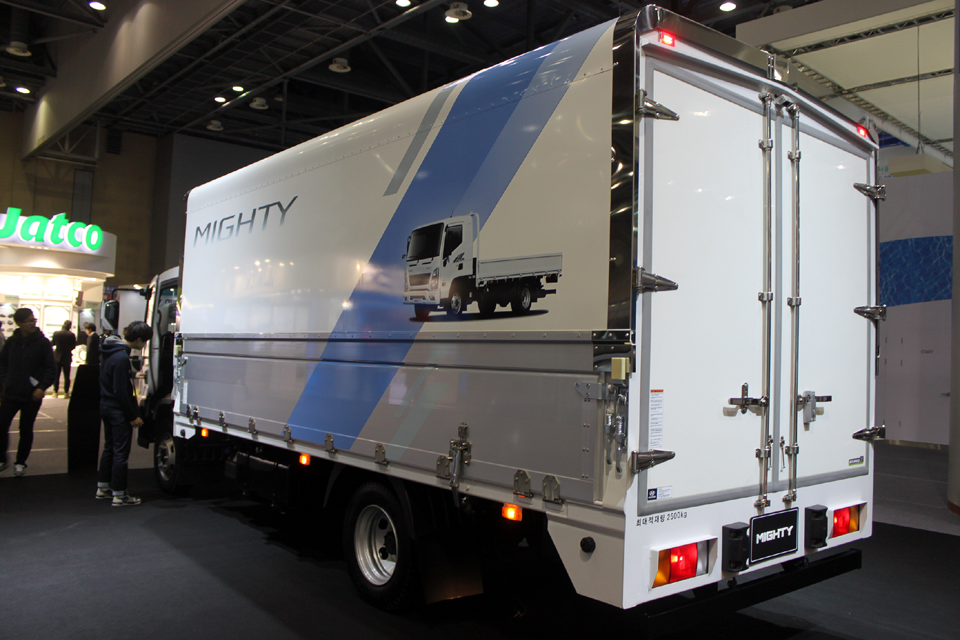
현대 올 뉴 마이티 후측면

유로 6 충족 기준에 맞춘 F170 엔진과 우레아 탱크, 사이드 마커 램프, 휠이 5홀 5핀에서 6홀 6핀으로 변경되었다. 또한 차체 자세 제어 장치(VDC)와 차선이탈경보장치(LDWS)를 신규 적용하였다. 카고는 2015년 4월 5일에 개최된 서울 모터쇼에 공개 후 출시되었고, 특장은 같은 해 5월에 출시되었다가 2016년 1월에는 더블캡이 추가되었다. 2017년식부터는 운전석 에어백이 선택사양으로 추가되었으나 2018년 1월식부터는 운전석 에어백과 차체 자세 제어 장치(VDC)가 기본으로 장착되었다. 2019년식부터 와이드 6.6 초장축이 추가되었고, 2020년식부터 엘리슨 사의 6단 자동변속기가 장착되었다.

### 더 뉴 마이티(2025년2월~ 현재)
2025년 2월 18일에 2025 더 뉴 마이티를 출시했다. 4톤 카고와 10.3톤 샤시캡 모델에 에어 서스펜션 시트를 신규 탑재하고, 일반캡/슈퍼캡 전 트림에 운전석 안전벨트 높이 조절 기능이 추가됐다. 프리미엄 트림에는 최상위 트림인 프레스티지 트림에서만 운영하던 전동식 아웃사이드 미러와 도어 스텝 램프를 확대 적용하고, ECM 룸미러가 탑재됐으며, 슈퍼캡 모델에는 베드룸 측면에 USB-C 타입 고속충전 포트와 24V 파워 아웃렛이 적용됐다.
3.1톤 카고와 5.1톤 카고 라인업도 신규 운영한다. 3.1톤 카고와 5.1톤 카고 모델은 프레스티지 단일 트림으로 운영되고 자동변속기와 타이어 모빌리티 키트 등이 기본 적용됐다. 또한 3.5톤 광폭 및 4톤 장축 카고 모델에는 2,280mm에 달하는 너비의 광폭 적재함이 확대 적용됐다.
2025 더 뉴 마이티는 2025년 3월 중 출고를 시작하였다.

## 라인업

### FE4(1세대)
마이티
- WT-A(2톤/2.5톤 단축저상)
- WT-B(2톤/2.5톤 장축저상)
- WT-C(2톤/2.5톤 단축고상)
- WT-D(2톤/2.5톤 장축고상)
- WT-E(3.5톤 단축고상)
- WT-F(3.5톤 장축고상)

### WT1(2세대)
마이티 QT
- WT-B(2톤/2.5톤 단축저상)
- WT-A(2톤/2.5톤 단축고상)
- WT-B(2톤/2.5톤 장축저상)
- WT-C(2톤/2.5톤 장축고상)
- WT-D(3.5톤 단축고상)
- WT-E(3.5톤 장축고상)

마이티Ⅱ
- 일반캡
  - WT-F(3.5톤 단축고상 : Only 샤시&캡)
  - WT-FF(2.5톤 단축고상)
  - WT-GF(2.5톤 장축저상)
  - WT-HF(2.5톤/3.5톤 장축고상)
- 슈퍼캡
  - WT-LF(2.5톤 장축저상)
  - WT-MF(2.5톤/3.5톤 장축고상)
- 더블캡
  - WT-OF(2.5톤 장축고상)

e-마이티
- 일반캡
  - WT-F(3.5톤 단축고상 : Only 샤시&캡)
  - WT-FF(2.5톤 단축고상)
  - WT-GF(2.5톤 장축저상)
  - WT-HF(2.5톤/3.5톤 장축고상)
- 슈퍼캡
  - WT-LF(2.5톤 장축저상)
  - WT-MF(2.5톤/3.5톤 장축고상)
- 더블캡
  - WT-OF(2.5톤 장축고상)

뉴마이티
- 일반캡
  - WT-F(3.5톤 단축고상 : Only 샤시&캡)
  - WT-FF(2.5톤 단축고상)
  - WT-GF(2.5톤 장축저상)
  - WT-HF(2.5톤/3.5톤 장축고상)
- 슈퍼캡
  - WT-LF(2.5톤 장축저상)
  - WT-MF(2.5톤/3.5톤 장축고상)
- 더블캡
  - WT-OF(2.5톤 장축고상)

### WQ(3세대)
올 뉴 마이티
- 일반캡
  - WQ-AF(2.5톤 단축고상 : 샤시&캡)
  - WQ-AH(2.5톤 장축고상)
  - WQ-AG(2.5톤 장축저상)
  - WQ-BF(3.5톤 단축고상 : 샤시&캡)
  - WQ-BH(3.5톤 장축고상)
- 슈퍼캡
  - WQ-AM(2.5톤 장축고상)
  - WQ-AL(2.5톤 장축저상)
  - WQ-BM(3.5톤 장축고상)
- 더블캡
  - WQ-AO(2.5톤 장축고상)